# Bitwa pod Orszą (obraz)

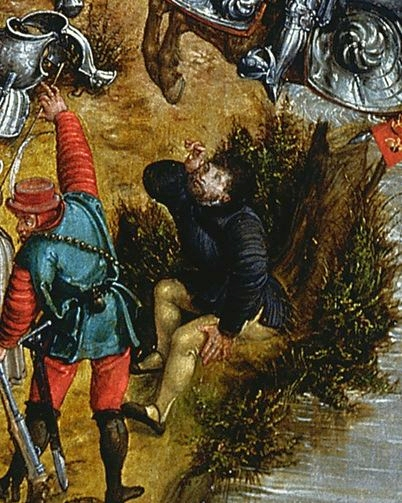
Autoportret autora obrazu

Bitwa pod Orszą – obraz batalistyczny przedstawiający bitwę pod Orszą stoczoną 8 września 1514 pomiędzy wojskami polsko-litewskimi a moskiewskimi, znajdujący się w zbiorach Muzeum Narodowego w Warszawie. Jest jedynym dziełem tego typu w polskim malarstwie renesansowym.

## Historia
Historia obrazu jest słabo znana. W drugiej połowie XIX wieku pojawił się on w Śląskim Muzeum Rzemiosła Artystycznego i Starożytności we Wrocławiu. Władysław Pociecha podał informację, że istniał przekaz archiwalny na temat jakiegoś obrazu związanego z bitwą pod Orszą wiszącego w krużgankach klasztoru franciszkanów w Krakowie w 1515, nie ma jednak dowodów, że chodziło o ten sam obraz, zaś współcześnie data powstania obrazu umieszczana jest w późniejszych latach. Analiza dendrologiczna sugeruje, że obraz powstał po 1525.

## Autor
W XIX wieku niemieccy historycy przypisali dzieło Jörgowi Breuowi (starszemu). Ze względu na technikę i wymowę w latach 30. XX wieku niemieccy badacze dzieła uznali autora za artystę z kręgu Lucasa Cranacha starszego, którą to opinię podzielili też polscy historycy jak Stanisław Herbst i Michał Walicki.
Anonimowego „Mistrza Bitwy pod Orszą” uważano też za jednego z nadwornych malarzy-kartografów. Drobiazgowość w odtworzeniu szczegółów wskazuje na bezpośredniego uczestnika bitwy. Autoportret artysty znalazł się na obrazie – przedstawiony jest on jako nieuzbrojony mężczyzna w stroju niemieckim, siedzący na pniu na brzegu Dniepru, przyglądający się przebiegowi bitwy i kadrujący palcami pole widzenia przyszłego dzieła.
Według jednej z hipotez autorem obrazu był niemiecki artysta Hans Krell, nadworny malarz króla Ludwika II Jagiellończyka .

## Opis obrazu
Obraz przedstawia z lotu ptaka kilka etapów bitwy, o czym świadczą te same postacie pojawiające się w wielu miejscach – sam hetman Konstanty Ostrogski przedstawiony jest trzy razy. Szczegóły wyposażenia i uzbrojenia oraz portrety wodzów zostały odtworzone realistycznie i z wielką dokładnością – pokazano między innymi takie sceny jak wylewanie wody ze zbroi po przeprawie przez rzekę. Niektóre sceny ocierają się o groteskę, inne kładą nacisk na okrucieństwo bitwy.
Obraz nie zachował się w całości. Dokładna analiza sugeruje, że był wyższy i zamknięty linią horyzontu. Zachwiana symetria świadczy o tym, że przycięto 1/5 szerokości z lewej strony. Dwie ścierające się kolumny ciężkiej piechoty dawniej stanowiące centrum obrazu, obecnie są przesunięte ku lewej stronie. Data powstania obrazu określana jest na lata 1520–1534.
Oddziały polsko-litewskie zajmują prawą część obrazu, wojska moskiewskie lewą. Poniżej prawego górnego narożnika obrazu, obok wysokiego drzewa, na brzegu Dniepru widać sztab wojsk polsko-litewskich z naczelnym dowódcą Ostrogskim. Sztab nadzoruje przeprawę wojska przez Dniepr. Na pierwszym planie u dołu umieszczony został most pontonowy, przez który żołnierze transportują działo. W górnej części obrazu hetman Ostrogski wydaje rozkaz urządzenia zasadzki i ukrycia artylerii na prawej flance wojsk. Niżej, w centralnej części obrazu, przedstawiono główne zgrupowanie oddziałów polsko-litewskich. U dołu i u góry obrazu, blisko jego lewych narożników, artysta namalował ostateczny pogrom wojsk moskiewskich.
Dzieło to powstałe na zamówienie króla Zygmunta I Starego miało wydźwięk propagandowy, choć sama bitwa nie przyniosła za sobą wielkich konsekwencji strategicznych. Oglądający obraz widzi pięknie przedstawione szyki polskiego wojska, natomiast wojsko moskiewskie przedstawione jest jako zdezorganizowana masa ludzka.